# Филида (митология)
Вижте пояснителната страница за други значения на Филида.
Филида или Филис (на латински: Phyllis, на гръцки: Φυλλίς, лист, шума, цветен лист) е персонаж от древногръцката митология.
Тя е дъщеря на тракийския цар на бисалтите Ситон от Тракийски Херсонес и Нилската нимфа Mendeis от Mendes. Баща ѝ е син на Посейдон и Оса. Сестра е на Палена.
Филида се омъжва за героя от Троянската война Демофонт, син на Тезей (цар на Атика 1234/3 – 1203/2 пр.н.е.) и Федра, дъщеря на Минос и Пасифея. Демофонт заминал за Атина и не се завърнал дълго време. Тогава Филида се самоубива от тъга по отсъстващия ѝ любим и е преобразена в безлистно бадемово дърво, което, след обхващането на Демофонт, започнало да прокарва листа.
Демофонт е цар на Атика от 1184/3 – 1149/8 пр.н.е.
Филида и Демофонт имат син Оксинт, който става цар на Атика (1149/8 – 1135/4 пр.н.е.) и има двама сина Афидант (цар на Атика 1135/4 - 1134/3 пр.н.е.) и Тимет (цар на Атика 1134/3 – 1126/5 пр.н.е.).